# Leioproctus melanurus
Leioproctus melanurus är en biart som först beskrevs av Cockerell 1917.  Leioproctus melanurus ingår i släktet Leioproctus och familjen korttungebin. Inga underarter finns listade i Catalogue of Life.